# Darienska vrzel
Dariénska vrzel (špansko Tapón del Darién, lit. Darién plug) je geografska regija med severno in južnoameriško celino v Srednji Ameriki, sestavljena iz velikega razvodja, gozdov in gora v panamski provinci Darién in severnem delu kolumbijskega departmaja Chocó.
Panameriška cesta ima ustrezno vrzel 106 km med Turbo v Kolumbiji in Yavizo v Panami. Gradnja cest na tem območju je draga in škodljiva za okolje. Politično soglasje v prid gradnji cest je zastalo, potem ko je prvi poskus v zgodnjih 1970-ih propadel, nadaljeval pa se je leta 1992, ko so ga zaustavili resni okoljski problemi, do danes pa ni pozivov za njegovo dokončanje. Predlagana je trajektna povezava okoli nje.
Dariénska vrzel je bila v preteklosti izziv za popotnika, ki je iskal pustolovščino. Dokončanje ceste Chepo–Yaviza leta 2008 je precej olajšala tranzit. Lahko se odpravi po asfaltirani cesti in z rednim avtobusom do Yaviza, znotraj nekdanje veliko večje Dariénske vrzeli.
Leta 2021 se kar 1000 migrantov na dan, večinoma Haitijcev, odpravi proti severu čez zdaj manjšo Dariénsko vrzel v smeri Združenih držav. Od Capurgane v Kolumbiji do Yaviza v Panami je približno 60 milj. Do panamske meje je označena pot in moških, ki so pripravljeni služiti kot vodniki ali čuvaji, ne manjka. Od leta 2021 so glavna industrija v Capurgani migranti: oskrbujejo jih, jih usmerjajo ter začasno nastanijo in hranijo.
Gre za strm, blaten, nevaren in neprijeten pohod, prečkanje rek brez mostov, z veliko žrtvami, pa tudi ropi in posilstvi. Je ena najbolj deževnih lokacij na planetu. Leta 2017 je Leonard Wood ugotovil, da je to »eden najbolj brutalnih prehodov v džungli, ki parajo kožo, pljuča, kar sem jih kdaj preživel«.  Vse kamere in druga oprema, ki jo je nosila njegova skupina, so bile uničene. Ni na voljo nobene policijske ali zdravstvene podpore, niti ni nikogar, ki bi pokopal trupla. Panamska stran je varnejša, saj je Panama ustvarila posebno mejno policijo SENAFRONT (Servicio Nacional de Fronteras -  Nacionalna mejna služba). Panami se zdi, da je število migrantov ogromno, saj presegajo njihove vire, s katerimi se lahko spopadejo in več, kot bi Kostarika priznala. Panama nekaj migrante preganja nazaj v Kolumbijo.
Na geografskem območju Dariénske vrzeli na kolumbijski strani prevladuje predvsem delta reke Atrato, ki ustvarja ravno močvirje, široko vsaj 80 km. Območje Serranía del Baudó se razteza vzdolž pacifiške obale Kolumbije do Paname. Panamska stran je v ostrem nasprotju gorati deževni gozd s terenom, ki sega od 60 m na dnu doline do 1845 m na najvišjem vrhu (Cerro Tacarcuna, v Serranía del Darién).
Dariénska vrzel je dom ljudstev Chocó (Embera-Wounaan) in Guna (kot tudi Cueva pred 16. stoletjem). Potovanje se pogosto izvaja s specializiranimi kanuji (piraguas). Na panamski strani je La Palma, kulturno središče območja, glavno mesto province. Druga populacijska središča sta Yaviza in El Real. Dariénska vrzel je imela leta 1995 poročano 8000 prebivalcev med petimi plemeni. Koruza, manioka, banane za kuhanje in banane so osnovni pridelki na lokalnih kmetijah.

## Panameriška cesta
Panameriška cesta je sistem cest, dolg približno 30.000 km, ki prečka celotno Severno, Srednjo in Južno Ameriko, z edino izjemo Dariénske vrzeli. Na južnoameriški strani se cesta konča pri Turbo, Kolumbija, blizu 8°6′N 76°40′W. Na panamski strani je cestna postaja mesto Yaviza na 8°9′N 77°41′W. Panameriška cesta je med Panamo in Kolumbijo prekinjena s 106 km odsekom močvirja in gora, znanim kot Dariénska vrzel.
Desetletja so bila vložena prizadevanja za odpravo tega manjkajočega člena na Panameriški cesti. Načrtovanje se je začelo leta 1971 s pomočjo ameriškega financiranja, vendar je bilo ustavljeno leta 1974, potem ko so pomisleki izrazili okoljevarstveniki. Ameriško ministrstvo za kmetijstvo je leta 1978 dodatno blokiralo podporo ZDA zaradi njegove želje po zaustavitvi širjenja slinavke in parkljevke. Leta 1992 so se začeli drugi napori za izgradnjo ceste, vendar je do leta 1994 agencija Združenih narodov poročala, da bi cesta in kasnejši razvoj povzročila veliko okoljsko škodo. Navedeni razlogi vključujejo dokaze, da je Dariénska vrzel preprečila širjenje obolelega goveda v Srednjo in Severno Ameriko, kjer slinavke in parkljevke ni bilo opaziti od leta 1954, in vsaj od 1970-ih je to pomemben dejavnik pri preprečevanju cestne povezava skozi Dariénsko vrzel.  Chocó in Guna sta med petimi plemeni, ki jih sestavlja 8000 ljudi, ki so izrazili zaskrbljenost, da bi cesta povzročila morebitno erozijo njihovih kultur z uničenjem njihovih virov hrane.
Mnogi ljudje, vključno z lokalnim avtohtonim prebivalstvom, skupinami in vladami, nasprotujejo dokončanju dela ceste skozi Darién. Razlogi za nasprotovanje vključujejo zaščito deževnega gozda, zajezitev širjenja tropskih bolezni, zaščito preživetja avtohtonih ljudstev na tem območju, preprečevanje trgovine z drogami  in z njo povezanega nasilja ter preprečevanje vstopa slinavke in parkljevke v Severno Ameriko. Podaljšanje ceste do Yavize je v desetletju povzročilo močno krčenje gozdov ob cesti.
Alternativa cesti bi bila rečna trajektna povezava med Turbom ali Necoclí v Kolumbiji in eno od več lokacij vzdolž panamske karibske obale. »Trenutno je to dobra možnost« je leta 1995 dejal Juan Pablo Ruiz; bil je direktor Ecofondo, druge kolumbijske okoljske organizacije. »Vidimo, kako je bila Anglija že leta povezana z Evropo s trajektom«. Do leta 2021 ni bilo nič iz te ideje.
Druga ideja je uporaba kombinacije mostov in predorov, da bi se izognili okoljsko občutljivim regijam. To je futuristični koncept, ne načrt.

## Zgodovina

### Predkolumbovsko obdobje
Arheološkemu znanju tega območja je bilo posvečeno relativno malo pozornosti v primerjavi s sosedi na severu in jugu, kljub dejstvu, da so se znanstveniki, kot so Max Uhle, William Henry Holmes, C. V.  Hartman in George Grant MacCurdy v začetku 20. stoletja, lotili študij arheološka najdišča in zbirke, ki so jih z nadaljnjimi raziskavami dopolnjevali Samuel Kirkland Lothrop, John Alden Mason, Doris Zemurray Stone, William Duncan Strong, Gordon Willey in drugi. Eden od razlogov za relativno pomanjkanje pozornosti je pomanjkanje raziskav s strani samih domačinov v zvezi s tem. Obstaja veliko lokacij z impresivnimi nasipi, trgi, tlakovanimi cestami, kamnitimi skulpturami in artefakti iz njih, žad, zlato in predmeti iz keramike.
Ljudstvo Guna je v času španskega osvajanja živelo na območju današnje Severne Kolumbije in province Darién v Panami, nato pa so se začeli seliti na zahod zaradi spora s španskimi in drugimi staroselskimi skupinami. Stoletja pred osvojitvijo so Guni prispeli v Južno Ameriko kot del selitve Čibčev, ki so se preselili na vzhod iz Srednje Amerike. V času španske invazije so živeli v regiji Uraba blizu meja današnje Antioquie in Caldasa. Sami Guna pripisujejo svoje številne migracije konfliktom z drugimi poglavarstvi in njihovo selitev na bližnje otoke, da bi se izognili populaciji komarjev na celini.

### Evropska naselitev
Vasco Núñez de Balboa in Alonso de Ojeda sta obalo Kolumbije raziskovala v letih 1500 in 1501. Največ časa sta preživela v zalivu Urabá, kjer sta navezala stik z Gunami. Regionalna meja je bila prvotno ustanovljena leta 1508 po kraljevem odloku za ločitev kolonialnih guvernerjev Castilla de Oro in Nueva Andalucía, pri čemer je bila reka Atrato meja med obema guvernerjema.
Balboa je za "Južno morje" slišal od domačinov med plovbo ob karibski obali. 25. septembra 1513 je videl Pacifik.
Leta 1519 je bilo ustanovljeno mesto Panamá blizu majhnega avtohtonega naselja na pacifiški obali. Po odkritju Peruja se je kasneje razvilo v pomembno pretovorno pristanišče in tudi upravno središče.
Leta 1671 je valižanski pirat Henry Morgan prečkal Panamsko ožino karibske strani in uničil mesto; mesto so pozneje preselili nekaj kilometrov proti zahodu na majhen polotok. Ruševine starega mestnega jedra Panamá Viejo so ohranjene in so bile leta 1997 razglašene za Unescovo svetovno dediščino.
Srebro in zlato iz podkraljestva Peru so po kopnem prepeljali s španskim srebrnim vlakom v Porto Bello, kjer so jih od leta 1707 španske flote zakladov pošiljale v Seviljo in Cádiz. Lionel Wafer je štiri leta med letoma 1680 in 1684 preživel med Gunami.
Leta 1698 je Škotska skušala vzpostaviti naselbino prek Darienske ožine kot del svojega edinega velikega poskusa kolonializma. Prva odprava petih ladij (Saint Andrew, Caledonia, Unicorn, Dolphin in Endeavour) je odplula iz Leitha 14. julija 1698 z okoli 1200 ljudmi na krovu. Njihov ukaz je bil, da »nadaljujejo do Darienskega zaliva in naredijo otok, imenovan Zlati otok ... nekaj milj do ustja velike reke Darien ... in tam naredijo naselje na celini«. Potem ko je pristala na Madeiri in Zahodni Indiji, je flota 2. novembra pristala ob obali Dariena. Naseljenci so svoj novi dom krstili "Nova Kaledonija".
Cilj je bil, da bi kolonija imela kopno pot, ki bi povezovala Tihi in Atlantski ocean. Od ustanovitve so bile podane trditve, da je podjetje obremenjevalo slabo načrtovanje in oskrbo, razdeljeno vodstvo, slaba izbira trgovskega blaga, uničujoče epidemije bolezni, poročali o poskusih Vzhodnoindijske družbe, da bi ga oslabili in neuspehu predvideti vojaški odgovor španskega cesarstva. Končno je bila zapuščen marca 1700 po obleganju španskih sil, ki so tudi blokirale pristanišče.
Ker je bila Škotska odprava podprta s približno 20 % vsega denarja, ki je krožil na Škotskem, je bila zaradi neuspeha Škotska v precejšnjem finančnem propadu; pravzaprav so bile angleške finančne spodbude dejavnik pri prepričevanju tistih na oblasti, da podprejo akte Unije iz leta 1707. V skladu s tem argumentom je škotski establišment (aristokracija in trgovske elite) menil, da bi bila njihova najboljša možnost, da postanejo del velike sile, deliti koristi angleške mednarodne trgovine in rasti angleških čezmorskih posesti, tako da bo njena prihodnost morala ležati v enotnosti z Anglijo. Poleg tega so škotski plemiči zaradi fiaska v Darienu skoraj bankrotirali.

## Osamosvojitev Paname
Večina Paname je bila del Kolumbije, dokler ni leta 1903 razglasila svojo neodvisnost, s spodbujanjem in podporo Združenih držav. Geografija Dariéna, skozi katero nobena vojska ni mogla marširati, je otežila obrambo in nadzor njegovega Departamento Panamá.
Trenutna meja je urejena s pogodbo Victoria-Velez, ki jo je v Bogoti 20. avgusta 1924 podpisal panamski zunanji minister Nicolas Victoria in za Kolumbijo Jorge Velez. Ta pogodba je uradno registrirana v registru št. 814 Pogodbe Društva narodov 17. avgusta 1925; omenjena meja je temeljila na istem kolumbijskem zakonu z dne 9. junija 1855.

### Naravni viri
V Dariénski vrzeli obstajata dva glavna narodna parka: narodni park Darién v Panami in Narodni naravni park Los Katíos v Kolumbiji. Gozdovi Dariénske vrzeli so bili obsežno pokriti s cedrelo (razne vrste cedre) in centralnoameriškim mahagonijem (Swietenia macrophylla), dokler sekači niso odstranili veliko teh dreves.
Narodni park Darién v Panami, največji narodni park v Srednji Ameriki, pokriva približno 5790 km2  zemlje in je bil ustanovljen leta 1980. Lastnina vključuje del pacifiške obale in skoraj celotno mejo s sosednjo Kolumbijo.

### Let 201 družbe Copa Airlines
6. junija 1992 je letalo Copa Airlines na letu 201, reaktivno letalo Boeing 737, ki je pokrivalo let med mestom Panama in Calijem v Kolumbiji, strmoglavilo v Dariénski vrzeli, pri čemer je umrlo vseh 47 ljudi na krovu.

## Avanturisti
Potovanje med celinami skozi Dariénsko vrzel je že dolgo izziv za pustolovske popotnike.
Vrzel se lahko prevozi s terenskimi vozili. Prva postkolonialna odprava na Darién je bila Marsh Darien Expedition v letih 1924–25, ki jo je podprlo več glavnih sponzorjev, vključno z inštitutom Smithsonian.
Prvi avtomobilski prehod so opravili trije Brazilci z dvema avtomobiloma Ford Model T. Rio de Janeiro so zapustili leta 1928 in prispeli v ZDA leta 1938. Odprava je nameravala pritegniti pozornost na panameriško cesto po mednarodni konferenci v Čilu leta 1923. Udeleženci so bili Leonidas Borges de Oliveira, poročnik brazilske vojske, Francisco Lopez da Cruz iz brazilskih letalskih sil in Mário Fava, mlad mehanik. Posneli so, kot se zdi, zadnjo fotografijo Augusta Sandina, ki jih je sprejel v Nikaragvi, v ZDA pa sta jih sprejela Henry Ford in Franklin Roosevelt. Njihova zgodba je na voljo s fotografijami iz knjige O Brasil através das três Américas (Brazilija čez tri Amerike), ki jo je napisal Beto Braga. Še en prehod sta opravila Land Rover La Cucaracha Cariñosa (Prijazni ščurek) in džip Trans-Dariénske ekspedicije v letih 1959–60 s posadko Amado Araúz (Panama), njegova žena Reina Torres de Araúz, nekdanja Special Air Service Richard E. Bevir (Združeno kraljestvo) in inženir Terence John Whitfield (Avstralija). Zapustili so Chepo v Panami 2. februarja 1960 in dosegli Quibdó v Kolumbiji 17. junija 1960 v 136 dneh. Prepotovali so veliko razdaljo navzgor po prostrani reki Atrato.
Decembra 1960 je na potovanju z motorjem od Aljaske do Argentine pustolovec Danny Liska poskušal prečkati Dariénsko vrzel iz Paname v Kolumbijo. Liska je bil prisiljen zapustiti motorno kolo in se s čolnom in peš odpraviti čez vrzel. Leta 1961 je ekipa treh Chevrolet Corvair in več podpornih vozil odšla iz Paname. Skupino sta sponzorirala Dick Doane Chevrolet (zastopnik Chevroleta v Čikagu) in Chevroletov oddelek General Motorsa. Po 109 dneh so z dvema Corvairjem dosegli mejo Kolumbije, tretjega pa so zapustili v džungli. Dokumentiral je film Jam Handy Productions skupaj s člankom v reviji Automobile Quarterly (Zvezek 1 številka 3, od jeseni 1962).
Par Range Roverjev je bil uporabljen na British Trans-Americas Expedition leta 1972, ki jo je vodil John Blashford-Snell, ki naj bi bila prva odprava na vozilu, ki je prečkala obe ameriški celini od severa proti jugu skozi Dariénsko vrzel. Odprava je prečkala močvirje Atrato v Kolumbiji z avtomobili na posebnih napihljivih splavih, ki so jih nosili zadaj. Vendar pa so prejeli znatno podporo britanske vojske. Blashford-Snellova knjiga Something Lost Behind the Ranges (Harper Collins) ima več poglavij o odpravi skoti Darién. To odpravo opisuje tudi The Hundred Days of Darien, knjiga, ki jo je napisal Russell Braddon leta 1974. Poleg knjige obstaja tudi videoposnetek, ki sta ga posnela dva snemalca iz Vancouvra, BC, Alan Bibby in Eric Rankin. Ta snemalca sta bila v knjigi večkrat omenjena in ju je mogoče videti na nekaterih fotografijah v knjigi.
Prvo povsem kopensko prečenje s kolesi (drugi so za nekatere odseke uporabljali čolne) vrzeli je bil britanski kolesar Ian Hibell, ki je med letoma 1971 in 1973 vozil od Cape Horna do Aljaske, vključno s kopenskim prehodom močvirja Atrato v Kolumbiji. Hibell je prečkal vrzel v spremstvu dveh novozelandskih kolesarskih spremljevalcev, ki sta se z njim peljala od Cape Horna, vendar nobeden od teh ni nadaljeval s Hibellom do Aljaske.
Prvi motociklistični prehod je marca 1975 opravil Robert L. Webb. Še en prehod s štirikolesnim pogonom je v letih 1978–1979 opravil Mark A. Smith in njegova ekipa. Prevozili so 400 km odsek vrzeli v 30 dneh s petimi serijskimi džipi CJ-7 in na barkah potovali veliko kilometrov navzgor po reki Atrato.
Prvi kopenski avtomobilski prehod sta v letih 1985–1987 opravila Loren Upton in Patty Mercier z džipom CJ-5, in potrebovala 741 dni za pot dolgo 200 kilometrov. To prečkanje je dokumentirano v Guinnessovi knjigi rekordov iz leta 1992. Ed Culberson je bil prvi, ki je z motociklom BMW R80G/S sledil celotni panameriški cesti, vključno s potjo preko Dariénske vrzeli. Iz Yavize je najprej sledil ekipi Lorena Uptona, vendar je šel solo tik pred Pucurujem in najel svoje vodnike.
V 1990-ih se je vrzeli na kratko pridružila trajektna storitev, ki jo je zagotavljal Crucero Express, dokler ni prenehal delovati leta 1997.
Številni pomembni prehodi so bili opravljeni peš. Sebastian Snow je leta 1975 z Wadeom Davisom prečkal vrzel kot del njegove neprekinjene hoje od Ognjene zemlje do Kostarike. Potovanje je dokumentirano v njegovi knjigi The Rucksack Man iz leta 1976 in v knjigi Wadea Davisa iz leta 1985 The Serpent and the Rainbow. Leta 1981 je George Meegan na podobni poti prečkal vrzel. Tudi on je začel na Tierra del Fuego in na koncu končal na Aljaski. Njegova biografija iz leta 1988 The Longest Walk opisuje potovanje in vključuje 25-stransko poglavje o njegovem pohodu skozi Vrzel. Leta 2001 je Karl Bushby (Združeno kraljestvo) kot del svoje Goliath Expedition– potovanja po neprekinjeni pešpoti od vrha Južne Amerike do Beringove ožine in nazaj do svojega doma v Angliji – prečkal vrzel peš, brez prevoza ali čolna, od Kolumbije do Paname.
Julija 1996 so Walter Bläs, Ana Cravioto, Albrecht von der Recke in Gustavo Ross kot del avtoštopa v Ushuaijo skozi 17 držav Latinske Amerike prešli iz Paname v Kolumbijo in tako postali prvi Mehičani, ki so peš prečkali Vrzel, glede na dnevnik obiskovalcev, ki se vodi od leta 1946 v Púcuru. V noči na 28. julij so preživeli orkan Cesar–Douglas v džungli nekje med Payo in Palo de las Letras. V spremstvu 11- in 13-letnih Lico in Juana iz Paye so preživeli poročali, da je okoli njih padlo več velikih dreves in da se je gladina rek tisto noč dvignila do 3 metre.
Leta 1979 je evangelist Arthur Blessitt prečkal vrzel, medtem ko je nosil 3,7-metrski lesen križ, pot, ki jo je Guinnessova knjiga rekordov potrdila kot del »najdaljšega romanja okoli sveta« za Kristusa. Potuje sam z mačeto in enim nahrbtnikom, polnim steklenic vode, viseče mreže, Biblije, beležnice, limoninih kapljic in Jezusovih nalepk z Blessittovim podpisom z napisom »Nasmehni se! Bog te ljubi«, Blessitt opisuje svojo izkušnjo v knjigi The Cross in v celovečernem filmu z istim naslovom.
Večina prehodov regije Dariénske vrzeli je bila od Paname do Kolumbije. Julija 1961 so trije študenti, Carl Adler, James Wirth in Joseph Bellina, prešli iz zaliva San Miguel v Puerto Obaldia v zaliv Parita (blizu Kolumbije) in nazadnje v Mulatupu v takrat znanem kot San Blas in zdaj identificirana kot Kuna Yala. Pot čez Darién je potekala z ladjo z bananami, piraguo in peš preko reke Tuira (La Palma in El Real de Santa Maria), Río Chucunaque (Yaviza), Rio Tuquesa (Chaua (General Choco Chief) Trading Post—Choco Indian Vas ) in Serranía del Darién.
Leta 1985 je projekt Raleigh, ki se je razvil iz projekta Drake leta 1984 in leta 1989 postal Raleigh International, sponzoriral odpravo, ki je prečkala tudi obalo Dariéna. Njihova pot je bila podobna zgornji poti iz leta 1961, vendar obratno. Odprava se je začela v zalivu Kaledonia pri Serraníi del Dariéna, po reki Río Membrillo na koncu do Río Chucunaque in Yaviza, približno po poti, ki jo je leta 1513 ubral Balboa.
Med zgodnjimi 1980 in sredino 1990-imi je Encounter Overland, britansko podjetje za pustolovska potovanja, organiziralo 2–3 tednske pohode skozi Dariénsko vrzel od Paname do Kolumbije ali obratno. Ta potovanja so uporabljala kombinacijo kakršnega koli prevoza, ki je bil na voljo: džipi, avtobusi, čolni in veliko hoje, pri čemer so potniki nosili svoje zaloge. Te skupine so sestavljali moški in ženske iz različnih narodnosti in starostnih skupin, vodili pa so jih izkušeni vodje pohodov. En vodja je opravil devet potovanj in kasneje deloval kot logistični vodnik in koordinator za naravoslovno enoto BBC med produkcijo dokumentarca z naslovom A Tramp in the Darien, ki je bil predvajan na BBC v letih 1990–1991.
Popoln kopenski prehod čez deževni gozd Darién peš in z rečnim čolnom (tj. od zadnje Panamske ceste do prve ceste v Kolumbiji) je v 90. letih prejšnjega stoletja zaradi kolumbijskega konflikta postal nevarnejši. Kolumbijski del deževnega gozda Darién v regiji Katios Park je sčasoma padel pod nadzor oboroženih skupin. Poleg tega so borci iz Kolumbije celo vstopili v Panamo, zasedli nekatere vasi v panamski džungli in ugrabili ali pobili prebivalce in popotnike. Ko so se sovražnosti začele zaostrovati, je 18-letni Andrew Egan prečkal deževni gozd Darién in podrobno opisal ekskurzijo v knjigi Crossing the Darien Gap.

## Migranti, ki potujejo proti severu
Od leta 2013 je obalna pot na vzhodni strani Dariénske vrzeli postala relativno varna. To dosežejo tako, da se z motornim čolnom peljejo čez zaliv Uraba od Turbo do Capurgane in nato skočijo na obalo do Sapzurra in se od tam odpravijo na pohod v La Miel v Panami. Vse celinske poti skozi Darién ostajajo zelo nevarne. Junija 2017 je novinar CBS Adam Yamaguchi posnel tihotapce, ki vodijo begunce na devetdnevno potovanje iz Kolumbije v Panamo skozi Darién.
Znano je, da migranti iz Afrike, Južne Azije, Bližnjega vzhoda in Karibov prečkajo Dariénsko vrzel kot način migracije v Združene države. Ta pot lahko vključuje let v Ekvador (z izkoriščanjem liberalne vizumske politike te države) in poskus prehoda vrzeli peš. Skupina približno 25-30 ljudi iz Azije in Afrike je potovala skozi Dariénsko vrzel peš čez gore in preko rek od Kolumbije do Paname. Vodili so jih vodniki skozi Kolumbijo in nato sami skozi Panamo do La Peñite, majhne vasice z zmogljivostmi za predelavo priseljencev. Ta pot je bila opisana v članku, ki je junija 2021 prejel Pulitzerjevo nagrado. Sacha Pfeiffer je leta 2016 v radijski oddaji NPR On Point intervjuval novinarja Jasona Motlagha o njegovem delu pri spremljanju migrantov skozi Dariénsko vrzel. Nick Schifrin je intervjuval novinarja Nadjo Drost in Bruna Federica o njunem delu pri migrantih skozi Dariénsko vrzel sredi leta 2019 in o učinkih pandemije COVID-19 leto pozneje v okviru serije o migracijah v ZDA za PBS. NewsHour.

## Pot v 21. stoletju
Z migranti je potovalo več video ekip in tako so se razmere na poti bolje poznale. Možen je pohod od Kolumbije do Paname.

### S čolnom
Ob različnih časih so načrtovane ladje, vključno z jadrnicami, plule med Cartageno, Turbo, Necoclî in Capurgano v Kolumbiji ter El Porvenirjem ali Colónom v Panami. Možen je tudi najem majhnega čolna. Zaradi morskih razmer je potovanje včasih nevarno, urniki pa se lahko pogosto spreminjajo. Vsaka od teh možnosti je dražja od letenja.

### Po kopnem
Možno je hoditi od Kolumbije do Paname ali obratno, vendar so razmere zelo težke in jih tisti, ki se podajajo na to potovanje, pogosto podcenjujejo. To je eno najbolj deževnih in najnevarnejših krajev na planetu, regija brez zakonov, brez policijskega nadzora, polna tihotapcev mamil in včasih političnih upornikov. Natančni podatki se ne hranijo, vendar veliko migrantov umre na tem potovanju.
Pohodniška pot ni lahka, naglo se vzpenja čez gore, štirje dnevi pohoda pa so izziv tudi za dobro fizično pripravljenega z dobro obutvijo. Večina migrantov je v povprečni fizični formi ali še slabši in brez opreme za pohodništvo in kampiranje. Ženske, ki nosijo dojenčke ali nosečnice niso redke. V Dariénu so se migrantom med letoma 2013 in 2021 rodili trije dojenčki, pri čemer ni bila na voljo nobena zdravstvena pomoč ali zaloge.
Dariénska vrzel je eden najbolj deževnih krajev na planetu. Padavine povzročijo nenadne poplave, ki lahko speče ponesejo v smrt. Prečkati je treba več rek, kjer ni ne mostov ne čolnov. Na voljo niso nobene storitve; s seboj je treba imeti hrano, šotor in materiale za prečiščevanje vode, ki zadostujejo za večdnevni pohod. Pogosto srečamo ostanke umrlih migrantov. Umrejo, ker so preveč izčrpani, da bi nadaljevali ali imajo težave ki zahtevajo zdravljenje. Zdravniške pomoči sploh ni in ni mogoče evakuirati bolnega, poškodovanega ali preprosto izčrpanega. Zlomljena noga je običajno usodna. Žuželke so težke in ne manjka kač in mesojedih sesalcev. Številni migranti poročajo, da so bili oropani; ženske so lahko posiljene. Ni policije in ni signala mobilnega telefona.
V Capurgani v Kolumbiji in Yavizi v Panami ne manjka mladih moških, ki za plačilo ponudijo, da služijo kot vodniki in zagotavljajo »varovanje«. Ni enostavnega načina za ugotovitev, ali so tisti, ki ponujajo te storitve, dobro obveščeni in vredni zaupanja ali kriminalci, ki iščejo žrtve.

## Vojaški konflikti
Dariénska vrzel je bila podvržena marksističnim revolucionarnim oboroženim silam Kolumbije (FARC), ki so vodile upor proti kolumbijski vladi. Uporniki FARC so bili prisotni na kolumbijski in panamski strani meje.
Leta 2000 je FARC v Dariénski vrzeli ugrabil dva britanska popotnika, Toma Harta Dyka in Paula Winderja, med lovom na eksotične orhideje, rastline, do katerih ima Dyke posebno strast. Oba sta bila v ujetništvu devet mesecev in so jima grozili s smrtjo, nato pa sta bila izpuščena nepoškodovana in brez odkupnine. Dyke in Winder sta pozneje dokumentirala svojo izkušnjo v knjigi The Cloud Garden in v epizodi Locked Up Abroad.
Druge politične žrtve so trije misijonarji New Tribes, ki so izginili s panamske strani leta 1993.
Leta 2003 so Združene samoobrambne sile Kolumbije, skrajno desničarska paravojaška organizacija, pridržale Roberta Younga Peltona, ki je bil na nalogi za revijo National Geographic Adventure in dva potovalna spremljevalca, Marka Wedevena in Megan Smaker, za en teden v zelo publiciranem  incidentu.
Maja 2013 je švedski nahrbtnikar Jan Philip Braunisch izginil na tem območju, potem ko je zapustil kolumbijsko mesto Riosucio z namenom, da bi poskusil peš prečkati Panamo, preko Cuenca Cacarica. FARC je priznal, da ga je ubil, saj ga je zamenjal za tujega vohuna.

## Video
- S čim se soočajo migranti, ko potujejo skozi smrtonosno Dariensko vrzel. 10:20. Public Broadcasting System (PBS). 12. avgust 2020.{{navedi AV medij}}:  Vzdrževanje CS1: drugo v Navedi AV medij (opombe) (povezava)